# Дейтеранопія

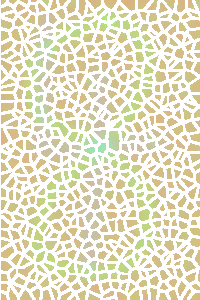
Людина з нормальним зором (не має дейтеранопії) побачить цифру 8

Дейтеранопія (від грец. δεύτερος «другий», грец. ἀ(ν)- від'ємна частка, грец. ὄψις «зір») — характерна для 1 % людей, форма часткової кольорової сліпоти, зазвичай вродженої, характеризується пониженою чутливістю до деяких кольорів, в основному зелених відтінків.

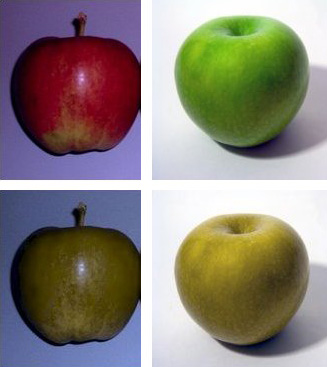
Моделювання нормального (вище) та двокольорового (нижче) сприйняття червоних та зелених яблук

У хворих на дейтеранопію (дейтеранопів) спостерігається нестача пігменту М-колбочок, внаслідок чого хворі відносно нечутливі до хвиль середньої довжини зеленої частини спектру, але при цьому сприймають короткохвильову частину спектру як синій колір і довгохвильову — як жовтий. Світло-зелений колір сприймається хворими як темно-червоний, фіолетовий — як блакитний, пурпуровий — як сірий. Нейтральна точка середньо-хвильових колбочок знаходиться на трохи довшій довжині хвилі, ніж 498 нм.
Хворі дейтеранопією (дейтеранопи) мають ті ж проблеми з відтінками що й протанопи, але без аномального затемнення. Фіолетовий, лавандовий, пурпуровий та блакитний для уражених цією хворобою відрізняються тільки назвою (тобто для них усі ці кольори дуже схожі).
На сьогоднішній день дана особливість невиліковна.